# Les Amants de Vérone
Les Amants de Vérone is een Franse film van André Cayatte die uitgebracht werd in 1949.

## Verhaal
In Venetië en Verona is een filmploeg bezig een nieuwe versie van Romeo en Julia op te nemen. Angelo, een jonge glasblazer uit Murano is de stand-in voor de acteur die Romeo vertolkt. Georgia, de dochter van een fascistische magistraat, is de stand-in voor Julia. 
Weldra worden de jongelui dolverliefd op elkaar. Maar net zoals in het toneelstuk wordt hun liefde gedwarsboomd, inzonderheid door Raffaele, een louche figuur in dienst van Georgia's vader, Ettore Maglia. Raffaele is van plan te trouwen met Georgia.  

## Rolverdeling
| Acteur           | Personage                                                                    |
| ---------------- | ---------------------------------------------------------------------------- |
| Anouk Aimée      | Georgia Maglia, het meisje dat verliefd is op Angelo                         |
| Serge Reggiani   | Angelo, de jonge glasblazer die verliefd is op Georgia                       |
| Pierre Brasseur  | Raffaele, een dienaar van Ettore Maglia aan wie Georgia als bruid beloofd is |
| Martine Carol    | Bettina Verdi, de filmvedette die Julia speelt                               |
| Louis Salou      | Ettore Maglia, een fascistische magistraat en de vader van Maglia            |
| Marcel Dalio     | Amédéo, de gestoorde neef van Ettore                                         |
| Marianne Oswald  | Laetitia, de gouvernante van Ettore                                          |
| Solange Sicard   | Luccia Maglia, de vrouw van Ettore                                           |
| Roland Armontel  | Bianchini, de filmregisseur                                                  |
| Yves Deniaud     | Ricardo, een acteur die de rol van 'Frère Laurent' speelt                    |
| Max Dalban       | een moordenaar                                                               |
| Charles Blavette | de baas van de glasblazerij                                                  |
| Marcel Pérès     | Domini, een glasblazer                                                       |